# 原抱一庵
原 抱一庵（はら ほういつあん、本名・原 餘三郎、1866年12月20日（慶応2年11月14日） - 1904年8月23日）は、日本の小説家、翻訳家。「抱一庵主人」の筆名による著作もある。

## 経歴
二本松藩の武士、柏木喜嘉三の13男として生まれ、2歳のときに、福島町役場の職員で俳人としても知られていた原 太市（袋蜘）の養子となった。
1882年11月、住まいの近くにあった河野広中らによる自由民権運動の機関誌『福島自由新聞』に寄稿していたために、福島事件に巻き込まれて逮捕されたが、未成年だったためすぐに釈放された。
その後、中国・上海へ渡り、亜細亜学館に一時籍を置くが、すぐに帰国し、札幌農学校に学ぶ。しかし、西欧文学に接し、翻訳文学に傾倒して他の学業への関心を失い、退学する。
森田思軒の知遇を得て1890年に上京し、郵便報知新聞の文芸記者となり、以降、『新小説』、『都の花』などに、小説や翻訳作品を発表する。遅塚麗水、村井弦斎、村上浪六との四人で「報知の四天王」と呼ばれた。内田魯庵は、当時の原の人となりについて、「見るからに神経質な瘠型の青年で才気は眉宇に溢れていたが、対応態度は田舎々々していた」と記している。
1892年、森田とともに報知新聞を退社し、1893年には『仙台自由新聞』を興して主筆となるが、同社は間もなく行き詰まって解散した。この頃に結婚をしたが、妻子を福島の実家に残したまま、もっぱら仙台や東京で生活していた。
以降も、『東京新報』、『東京日日新聞』、『万朝報』、『朝日新聞』に関わりながら、『少年園』、『少年世界』といった少年雑誌に小説や、翻訳作品を発表して注目されるなど、大衆向けの内容を漢文調の美文で綴るスタイルで様々な作品を発表した。また文学評論も多数発表した。
もともと原は奇行で知られ、「ホラ抱一庵」、「大風呂敷抱一」などとも称されたが、エドワード・ブルワー＝リットンの『Eugene Aram』を翻訳した『聖人か盗賊か』がベストセラーになったのを最後に、作家としての実質的な活動は終わった。やがて原は精神に異常を来たし、最後は零落して、根岸の精神病院で死去した。

### 山県五十雄との誤訳論争
1903年（明治36年）、原は4月6日付『東京朝日新聞』に、マーク・トウェインの短編小説 “The Killing of Julius Caesar ‘Localized’” （ユリウス・カエサルの暗殺事件をアメリカの新聞記事風に描いたユーモア小説）の翻訳を『該撤（）惨殺事件』と題して掲載した。この際、原が、友人で『萬朝報』の英文欄を担当していた山県五十雄に批評を求めたのに対し、山県は、原の文体はトウェインのユーモア小説の翻訳には向いていないのではないか、とする私信を送る。これに腹を立てた原は、4月20日付『東京朝日新聞』に掲載された反論の中で、『該撤惨殺事件』はほぼ逐次訳であり正確であると主張、紙上論争となった。山県は自らも『英文学研究』第6冊に翻訳『該撤殺害』を発表し、その付録で原による多数の誤訳を指摘、「如何にして難解の字句は之を省略し、如何にして原文の意義を取違へ、如何にして滑稽の妙味を没却すべきか等の事を学ぶに大に益することあるべし」と酷評した。
このとき原が “like a lion at bay” （追い詰められた獅子のように）を「湾頭に踞する獅子の如く」と誤訳したことは有名。論争から間もなく死去したため、誤訳を指摘されて恥じ入って自殺した、とする伝説もあるが、事実ではない。
英文学者の吉武好孝は、『該撒惨殺事件』と『助言』（同じくトウェインの “Aurelia's Unfortunate Young Man” の訳）を取り上げ、いずれも原文を無視した自由な意訳であり、明治初期のいわゆる「豪傑訳」に近い代物であることを指摘している。

## おもな作品

### 小説
- 闇中政治家、春陽堂、1891年 - 初出は郵便報知新聞
- 大石良雄（少年文学第十二編）、博文館、1892年
- 新年、青木嵩山堂、1892年

### その他
- 西南戦場逸話、右文社、1893年 - 1894年
- 大亜細亜鉄道 : 日・英・独・露・仏・伊同乗、東京出版協会、1901年

### 翻訳
ユーゴー著『レ・ミゼラブル』の部分訳（英語版を介した重訳）
- ジヤンハルジアン - 初出は国民新聞、1892年
- 哀史の片鱗 - 初出は自由新聞、1893年
- 暁鐘 - 翻訳ではなく、翻案：初出は太陽、1901年
- 『水、冥』篇 - 初出は文藝倶楽部、1896年
- ABC組合、内外出版協会、1902年 - 初出は少年園、1894年 - 1895年

アミチス著『クオーレ』の部分訳
- 三千里、金港堂書籍、1902年
- 十二健児 : 伊国美談、内外出版協会、1902年

その他
- ヘッドレー著、ナポレオン、博文館、1892年 - Headley, Joel Tyler: Napoleon and his marshalls, 1846
- リットン卿著、聖人か盗賊か、今古堂書店、1903年 - Bulwer-Lytton, Edward George: Eugene Aram, 1832
- シュー著、巴黎の秘密、冨山房、1904年 - Sue, Eugène: Les Mystères de Paris, 1842-1843